# Nidula
Nidula is een geslacht van schimmels. De typesoort is Nidula candida.

## Soorten
Volgens Index Fungorum telt het geslacht zeven soorten (peildatum oktober 2022):
| Soortnaam             | Auteur(s)          | Publicatiejaar |
| --------------------- | ------------------ | -------------- |
| Nidula baltica        | Poinar             | 2014           |
| Nidula candida        | (Peck) V.S. White  | 1902           |
| Nidula emodensis      | (Berk.) Lloyd      | 1906           |
| Nidula macrocarpa     | Lloyd              | 1917           |
| Nidula microcarpa     | Peck               | 1902           |
| Nidula niveotomentosa | (Henn.) Lloyd      | 1910           |
| Nidula shingbaensis   | K. Das & R.L. Zhao | 2013           |